# 日内瓦国际音乐比赛
日内瓦国际音乐比赛（法語：Concours international d'exécution musicale de Genève，缩写CIEM）是瑞士日内瓦每年定期举办的一项古典音乐赛事。

## 历史
日内瓦国际音乐比赛从1939年开始，在每年的八月至九月间举办。第二次世界大战期间，它仅限于瑞士国内比赛，1946年起恢复为国际性比赛。1957年，成为国际音乐比赛世界联盟的创始成员之一。
日内瓦国际音乐比赛项目多达26个，包括独奏（钢琴、小提琴、大提琴、小号、吉他、长笛）；独唱；打击乐；指挥等，每年比赛其中的四五项。声乐和钢琴两个项目原系每年举行。1979年起改为隔年举行一次。比赛每届只取前两名，有一定可能会出现无一等奖的情况。其他排名靠前的参赛者仅授予银质和铜质奖章等奖励。